# Lactophrys
Lactophrys là một chi cá biển trong họ Cá nóc hòm. Chi này được lập ra bởi Swainson vào năm 1839. Đây là một chi cá bản địa của Đại Tây Dương.

## Từ nguyên
Tên gọi của chi được ghép bởi hai âm tiết: lactoria (biến thể của lactarius trong tiếng Latinh mang nghĩa là "sữa", ở đây chỉ đến bò sữa) và ophrū́s (ὀφρύς trong tiếng Hy Lạp cổ đại; "lông mày"), hàm ý đề cập đến cặp ngạnh trên mỗi mắt giống như cặp sừng của bò sữa.

## Các loài
Chi này có 3 loài được công nhận:
- Lactophrys bicaudalis Linnaeus, 1758
- Lactophrys trigonus Linnaeus, 1758
- Lactophrys triqueter Linnaeus, 1758

L. bicaudalis và L. triqueter từng được đặt trong chi Rhinesomus, nhưng sau đó đã được dời lại sang chi Lactophrys này.

## Sinh thái
Lactophrys có tuyến nọc độc dưới da, đặc biệt là quanh vùng miệng, sẽ sản xuất độc tố pahutoxin (trước đây còn gọi là ostracitoxin), và lượng độc này tiết nhiều nhất khi cá rơi vào tình trạng bị đe dọa. Chất độc này có thể giết chết những loài cá xung quanh, và cả chính chúng, ngay cả khi chúng rời đi thì chất độc vẫn còn tồn tại trong nước. Một số loài có thể kháng độc tố này là họ Cá lịch biển, cá mú lớn và một số loài cá nóc hòm khác.